# Brachynervus confusus
Brachynervus confusus là một loài tò vò trong họ Ichneumonidae.